# Hardy Hepp
Hardy Hepp, pseudonimo di Heinrich Hepp (Zurigo, 13 maggio 1944), è un musicista e artista svizzero.

## Biografia
Hardy Hepp è cresciuto a Rüti nell'Oberland Zurighese ed è diventato un artista freelance nel 1967. Ha condotto il primo programma musicale Hits à Gogo alla televisione svizzera, che è stato anche il primo programma televisivo svizzero a colori. Nel 1968 ha fondato il leggendario gruppo rock svizzero Krokodil con il batterista dei Les Sauterelles Düde Dürst.
Nel 1971 se ne andò e successivamente registrò dieci album da solista. Nel 1978 fondò - di nuovo con Dürst e con Max Lässer - il gruppo "Hand in Hand". Con il "Heppchor", fondato nel 1991 - un coro femminile di cui faceva parte Dodo Hug o Vera Kaa - ha tenuto concerti in tutto il mondo e ha registrato tre album. Ha anche composto musica teatrale e cinematografica - per esempio per il film L'anarchico Tanner di Xavier Koller, per Thomas Hürlimann o Urs Widmer. Inoltre, è noto come disegnatore e pittore.